# Бистрицький Юрій Володимирович
Юрій Володимирович Бистрицький (рос. Юрий Владимирович Быстрицкий, нар. 31 липня 1944, Москва, РРФСР) — радянський футболіст, півзахисник, радянський та російський футбольний тренер.

## Кар'єра гравця
Вихованець московського «Спартака» Юрій Бистрицький розпочав кар'єру в дублі «червоно-білих».У 1965  році Костянтин Матвійович Рязанцев, який очолив орловський «Спартак», запросив молодого спартаківця до Орла. Два роки Юрій провів в орловському «Спартаку». У 1967 році Костянтин Рязанцев, який очолив кишинівську «Молдову», запросив Юрія в свою команду. У 1971 році захищав кольори рівненської «Горині». Того ж року повернувся до орловського «Спартака», в складі якого виступав до 1972 року. З 1973 року захищав кольори тамбовського «Ревтруда», в складі якого 1976 року й завершив кар'єру футболіста.

## Кар'єра тренера
По завершенні кар'єри залишився в «Ревтруді» на посаді начальника команди, на якій перебував до 1984 році. У липні 1978 року виконував обов'язки головного тренера команди,а з 1985 по 1987 роки був тренером клубу. З 1988 по 1990 року очолював московський «Серп і Молот». З 1988 року почав тренувати жіночі команди. У 1994-2008 роках головний тренер жіночої збірної Росії.